# Glamping

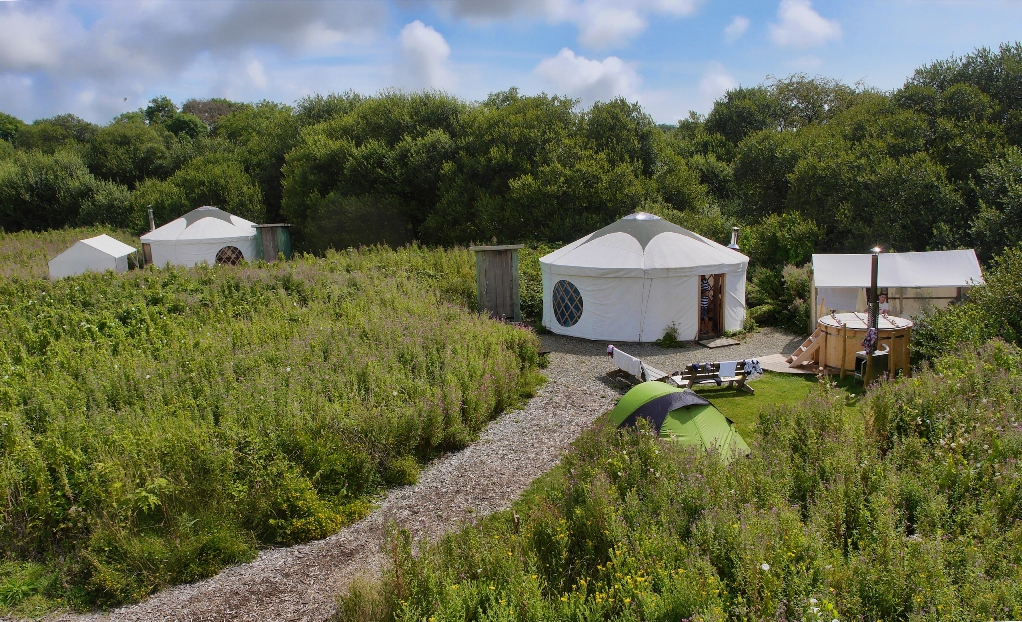
Glampingové ubytování v jurtách ve Velké Británii

Glamping je anglický výraz vzniklý ze sousloví glamour/glamorous camping, tedy okouzlující, luxusní či komfortní kempování. Jedná se o formu rekreačního ubytování, která zpravidla snoubí umístění v atraktivní přírodní lokalitě s komfortním vybavením, v některých případech na úrovni hotelů či apartmánů, ačkoli zároveň může zahrnovat i tzv. digitální detox, tedy záměrné omezení přístupu k médiím. Na popularitě glamping nabyl v 21. století, mimo jiné též v souvislosti s pandemií covidu-19 v letech 2020–2021.

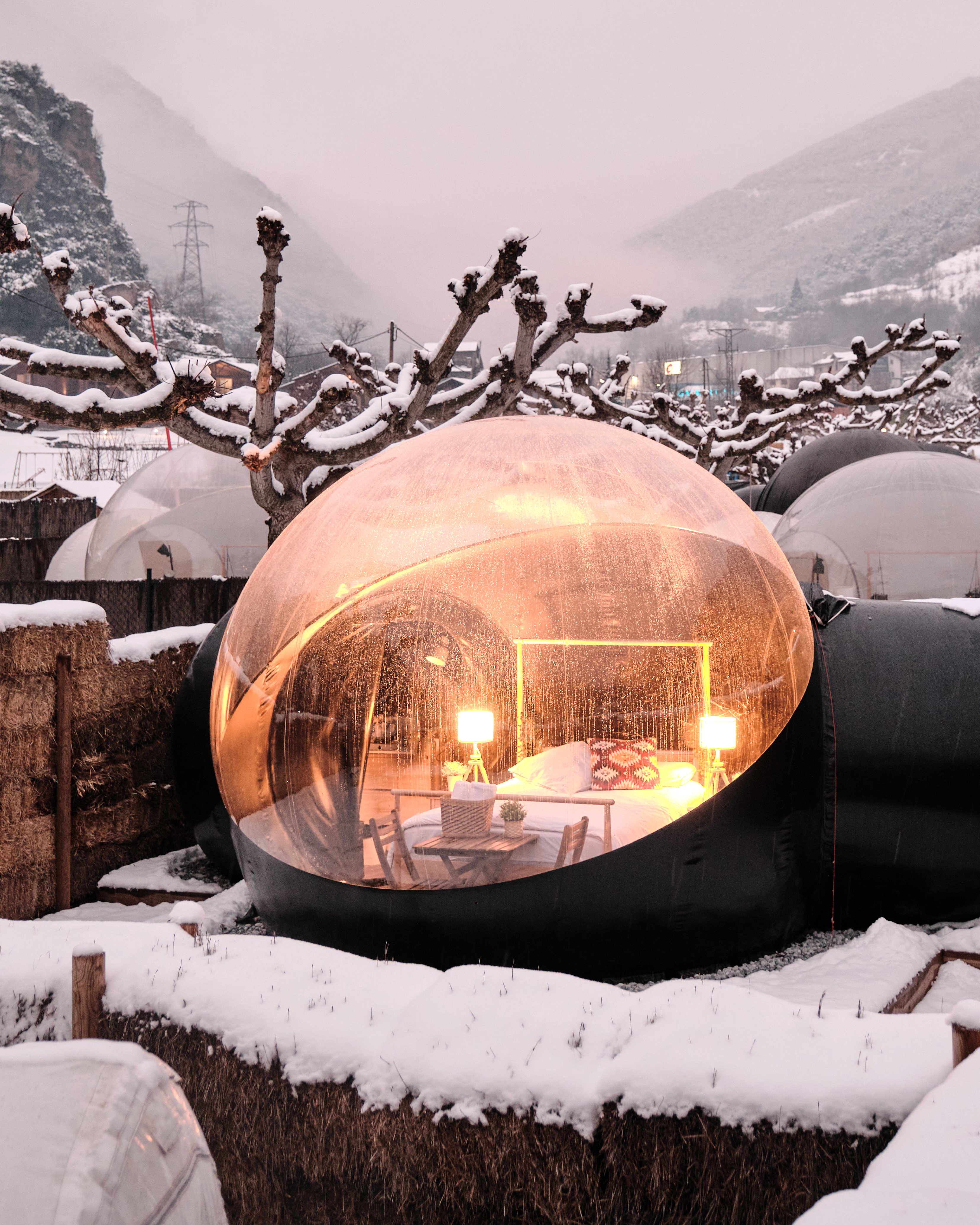
Zimní glamping v Andoře

Typově se může jednat o dosti širokou škálu ubytovacích zařízení, například o nadstandardně vybavené stany či týpí, karavany a obytné vozy, maringotky nebo odstavené železniční vagony, tzv. stromové domy, domy na vodě, tzv. tiny houses (malé domky), tj. miniaturní, ovšem plně zařízené a trvale obyvatelné domy postavené s maximální úsporností na ploše mezi 10 a 20 metry čtverečními. Mnohdy se kladou nároky na hospodárnost a trvalou udržitelnost takového zařízení, např. i energetickou soběstačnost a chytré technologie. Ve srovnání s jinými typy ubytování patří mezi dražší, cena zohledňuje kromě vybavení a služeb mimo jiné i jedinečnost prostředí či originalitu stavby.
V českém prostředí glampingové ubytování propaguje digitální platforma Amazing Places, která k červnu 2022 představovala databázi asi 400 míst na území České republiky a sousedních států. Pravděpodobně prvním takovým projektem na českém území se v roce 2009 staly Dobčické rybníčky. Největší koncentrace byla počátkem roku 2023 na Vysočině, méně naopak na severní Moravě.